# Sci di fondo al V Festival olimpico invernale della gioventù europea
Le gare di Sci di fondo al V Festival olimpico invernale della gioventù europea si sono svolte dall'11 al 15 maggio 2001 a Vuokatti, in Finlandia.
Sono state disputate tre gare maschili, tre gare femminili e una mista, per un totale di 7 gare.

## Podi

### Ragazzi
| Evento  | Oro            | Argento          | Bronzo            |
| 10km TC | Vadim Sannikov | Hans Gronnvoll   | Luca Orlandi      |
| 15km TL | Nikolai Fokin  | Vadim Sannikov   | Federico Clementi |
| Sprint  | Yuri Ostrovski | Oyvind Anmarkrud | Vadim Sannikov    |

### Ragazze
| Evento  | Oro              | Argento          | Bronzo             |
| 5km TC  | Petra Markelova  | Tatiana Chugaeva | Iryna Nafranovich  |
| 10km TL | Tatiana Chugaeva | Irina Terentjeva | Valentina Novikova |
| Sprint  | Tatiana Chugaeva | Maria Magnusson  | Vesna Fabjan       |

### Gare miste
| Evento    | Oro    | Argento   | Bronzo   |
| Staffetta | Russia | Finlandia | Slovenia |